# Gothaer Waggonfabrik

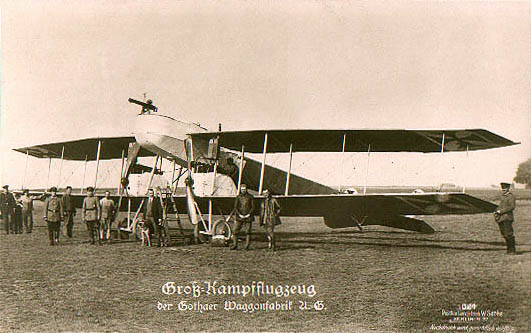
Bombplanet Gotha GI fotograferat 1914.

Gotha Go 229 (även känt som Horten Ho IX)

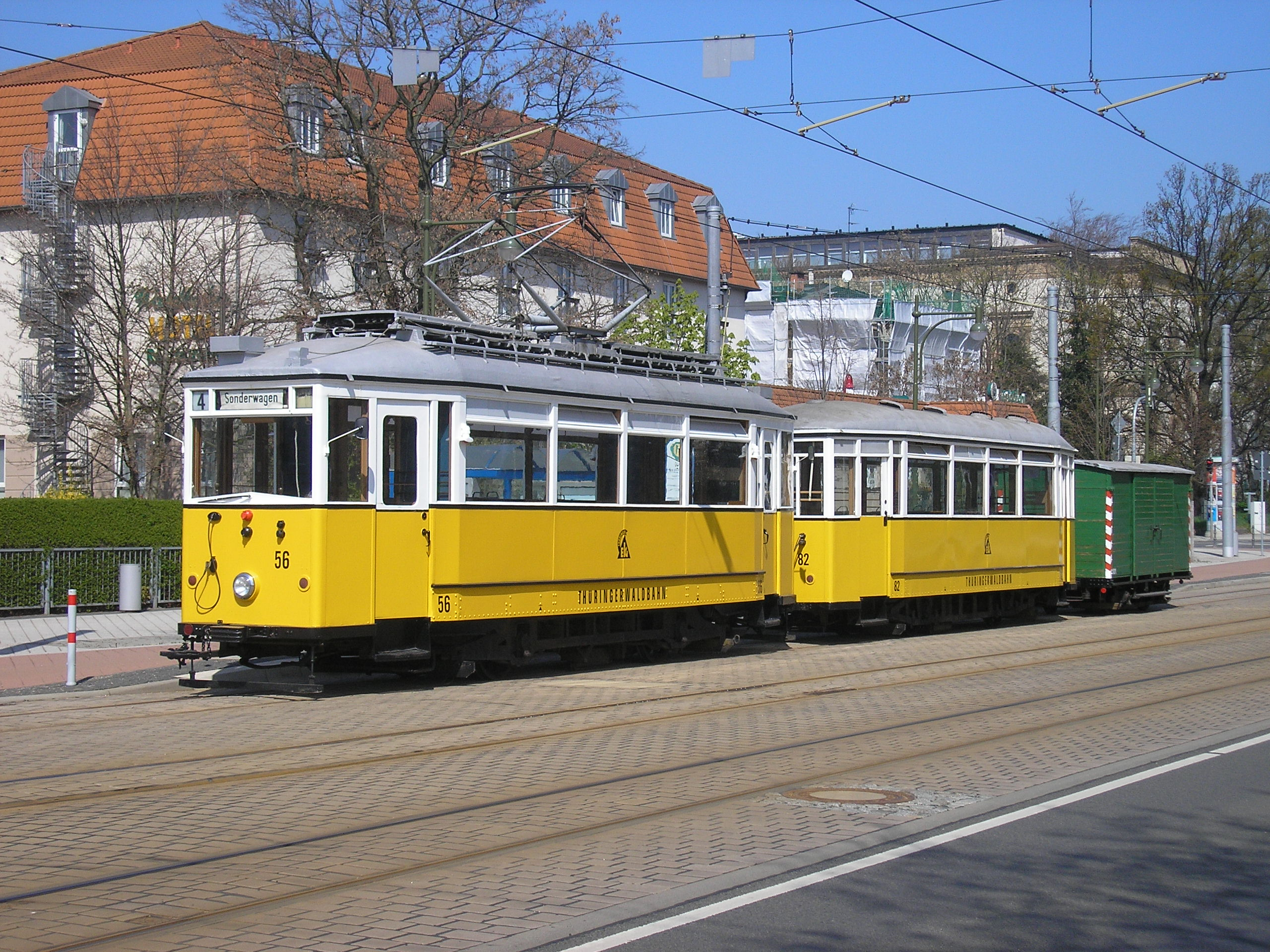
Veteranspårvagn modell Gotha TWD i Gotha

Gothaer Waggonfabrik AG i Gotha i Thüringen var en tysk verkstadsindustri. Företaget utvecklade 1913–1945 avancerade flygplan och är känt för världens första jetdrivna flygande vinge, Horten Ho 229 (ofta kallad för Gotha Go 229 på grund av att den tillverkades på Gothaer Waggonfabrik). Företaget var även världsledande inom tillverkning av spårvagnar.
En del av företaget ingår sedan 1997 i Schmitz-Gotha Fahrzeugwerke GmbH, en annan heter idag Gothaer Fahrzeugtechnik GmbH.

## Modeller
Några av företagets flygplansmodeller:
- Gotha-Taube, en variant av Rumpler Taube
- Gotha Go 145
- Gotha Go 242
- Gotha Go 244